# 纳沃帕尔默朗
纳沃帕尔默朗（法語：Nâves-Parmelan，法語發音：[nav paʁməlɑ̃]）是法国上萨瓦省的一个市镇，位于该省中部，属于阿讷西区。

## 地理
纳沃帕尔默朗（45°56'2"N, 6°11'24"E）面积5.39 平方千米，位于法国奥弗涅-罗讷-阿尔卑斯大区上萨瓦省，该省份为法国东部省份，历史上为薩伏依的一部分，北与瑞士接壤，西接安省，南至萨瓦省，东与瑞士和意大利接壤。
与纳沃帕尔默朗接壤的市镇（或旧市镇、城区）包括：丹日圣克莱尔、维拉兹、阿讷西。
纳沃帕尔默朗的时区为UTC+01:00、UTC+02:00（夏令时）。

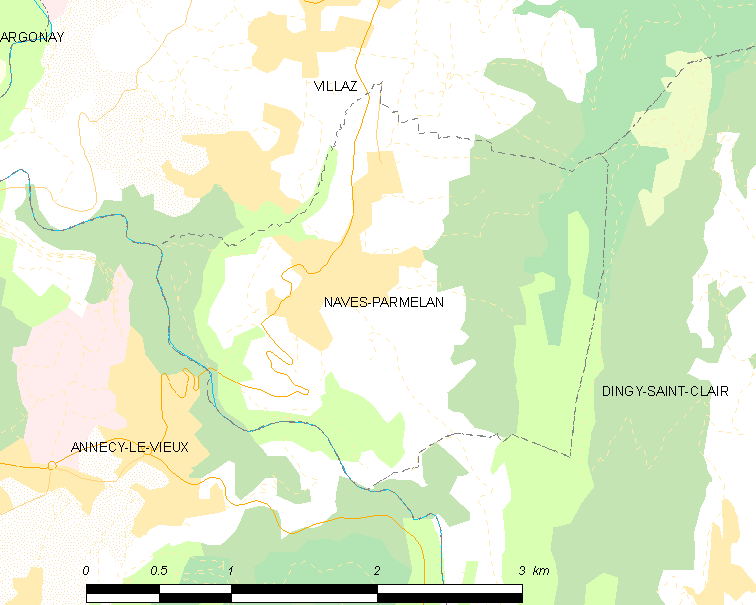
纳沃帕尔默朗的OSM定位图

## 行政
纳沃帕尔默朗的邮政编码为74370，INSEE市镇编码为74198。

## 政治
纳沃帕尔默朗所属的省级选区为阿讷西第三县。

## 交通
上萨瓦省省道D5线经过境内。

## 人口

1962-2008年间纳沃帕尔默朗人口变化图示

纳沃帕尔默朗于2022年1月1日时的人口数量为1001人。